# Digne-les-Bains
Digne-les-Bains ofte bare kaldet Digne (på (occitansk) [ˈdiɲɔ], Dinha ifølge den klassiske standard eller Digno ifølge mistrals standard), er hovedbyen i departementet Alpes-de-Haute-Provence i regionen Provence-Alpes-Côte d'Azur.
Digne-les-Bains har været kurby siden romertiden, da den har syv varme kilder.
Her skrev Victor Hugo de første kapitler til Les Misérables.
Byen er desuden kendt for sin store lavendelfest i august måned og kaldes derfor lavendelens hovedstad.
Digne-les-Bains er endestation for koglebanen der går fra Nice.
Tour de France 2008 havde en etape Nimes – Digne-les-Bains.